# Kunderberg (buurtschap)
Kunderberg is een buurtschap bij Kunrade in de gemeente Voerendaal, in het zuiden van de Nederlandse provincie Limburg. De buurtschap telt (in 2014) ongeveer 20 inwoners.
Kunderberg ligt ongeveer een halve kilometer ten zuiden van Kunrade in het Droogdal van Kunrade aan de voet van de Kunderberg, een heuvel van circa 180 meter. De buurtschap is gesitueerd langs één gelijknamige straat en bestaat uit een tiental huizen en boerderijen. Een gedeelte ten noorden van de A79 behoorde vroeger ook bij de buurtschap, maar valt nu onder de bebouwde kom van Kunrade. Qua adressering valt Kunderberg volledig onder de woonplaats Voerendaal.
Het nabijgelegen knooppunt Kunderberg (waar de snelwegen A76 en A79 elkaar kruisen) is vernoemd naar zowel deze buurtschap als de gelijknamige heuvel.
Ten zuidoosten van de plaats ligt de Groeve Kunderberg.
Dorpen: Klimmen · Kunrade · Ransdaal · Ubachsberg · Voerendaal

Gehuchten: Colmont · Craubeek · Fromberg · Mingersborg · Retersbeek · Termaar · Weustenrade · Winthagen

Buurtschappen: Barrier · Dolberg · Hellebeuk · Koulen · Kruishoeve · Kunderberg · Lubosch · Opscheumer · Overheek · Termoors · Terveurt

Limburg: Steden en dorpen      Nederland: Provincies · Gemeenten